# Hans Adam Schneider
Hans Adam Schneider (cunoscut și ca Ion Adam Schneider sau Ioan Adam Schneider în documentele și presa comunistă, n. 28 septembrie 1929, Zărnești, România – d. 19 mai 2014, Freiburg im Breisgau, Germania) a fost un inginer chimist, cercetător și profesor universitar, cunoscut în special pentru contribuțiile teoretice și experimentale în domeniul chimie fizică (în special, cinetică chimică și fizico-chimia polimerilor).

## Educație
Hans Adam Schneider a urmat școala elementară în Zărnești (1936-1940), apoi Liceul teoretic „Johannes Honterus“ din Brașov (1940-1948). 
Și-a continuat educația în cadrul Facultății de Tehnologie Chimică, Universitatea Politehnica Timișoara (1949-1954),  iar în 1957 a devenit Doctor în Chimie în urma susținerii tezei intitulate „Contribuții la cunoașterea descompunerii termice a metanului“ (profesor coordonator: academician Ilie G. Murgulescu).
În perioada 1962-1963 a fost cercetător posdoctoral la Institutul de Chimie fizică al Academiei de Științe a URSS, condus de academicianul sovietic Nikolai Semionov, laureat al Premiului Nobel pentru Chimie.

## Activitate profesională

### Activitate didactică
În 1957, Hans Adam Schneider și-a început cariera profesională ca cercetător în cadrul Institutului de Chimie fizică al Academiei Române, alături de Ilie G. Murgulescu. În 1965 a fost trimis la Iași de către mentorul său, ca parte a viziunii de dezvoltare a chimiei fizice moderne și în alte centre universitate din țară, pe post didactic permanent.  Între 1965-1979 a activat ca profesor la Catedra de Chimie Fizică, Universitatea „Alexandru Ioan Cuza“ din Iași. Din această poziție, a contribuit la pregătirea a numeroase serii de absolvenți și doctoranzi, precum și la ridicarea prestigiului școlii românești de chimie. 
Între 1970-1971 a fost profesor invitat la Institutul de Chimie Macromoleculară „Hermann Staudinger” de la Universitatea „Albert Ludwig“, Freiburg, Germania. În 1984 a obținut titlul de Doctor habilitat al Secției de Chimie fizică a polimerilor din cadrul acestui institut. Ca urmare a acestor stagii, în 1985 a emigrat în Germania, activând în cadrul institutului anterior amintit ca profesor titular, până la retragerea din activitate (1996).  

### Activitatea de cercetare
Profesorul Hans Adam Schneider a contribuit în mod esențial la modernizarea și dezvoltarea Catedrei de Chimie fizică a Universității „Alexandru Ioan Cuza“, inițiind cercetări moderne. A publicat peste 300 lucrări științifice (dintre care 210 ISI), totalizând circa 1100 de citări (h-index= 17) și a scris cărți de referință în domeniul cineticii chimice și fizico-chimiei macromoleculelor.  
A fost onorat cu Premiul Academiei Române și cu titlul de Profesor Honoris Causa al Universităților „Alexandru Ioan Cuza” și „Gheorghe Asachi” din Iași. 

### Activitate managerială
Hans Adam Schneider a fost șeful secției de Cinetică chimică la Institutul de Chimie macromoleculară „Petru Poni“ din Iași (1965-1979). 
Între 1972 și 1974 a fost decan al Facultății de Chimie, Universitatea „Alexandru Ioan Cuza“ (până la unificarea forțată cu Facultatea de Chimie industrială din cadrul Institutului Politehnic din Iași). 

## Publicații relevante (selecție)
- „Complex compounds of trivalent thallium with 7-iodo-8-hydroxiquinoline-5-sulphonic and 8-hydroxiquinoline-7-sulphonic acids”, Inorg. Chim. Acta 5 (1971) 623-626[10]
- „Isotopic exchange reactions between Tl(III) in complex compounds of the type [HTlBr4] pyridine base and 204Tl(I)”, J. Inorg. Nucl. Chem. 35 (1973) 1565-1569[11]
- „Pyrolysis-gas chromatography of some crosslinked copolymers of styrene”, Eur. Polym. J. 15 (1979) 661-666[12]
- „Interactions in compatible polymer systems. Viscoelasticity and glass transition of polystyrene-poly(vinylmethylether) blends”, Polymer Bull. 14 (1985) 17-24[13]
- „The Gordon-Taylor equation. Additivity and interaction in compatible polymer blends”, Macromol. Chem. Phys. 189 (1988) 1941-1955[14]
- „Approach to the composition dependence of the glass transition temperature of compatible polymer blends: the effect of local chain orientation”, Macromol. Chem. Phys. 189 (1988) 2085-2097[15]
- „Glass transition behavior of compatible polymer blends”, Polymer 30 (1989) 771-779[16]
- „The glass temperature of polymer blends: comparison of both the free volume and the entropy predictions with data”, Polymer 33 (1992) 3453-3461[17]
- „Über die kinetik des thermischen abbaues von polystyrolen”, Makromolekulare Chemie 131 (2003) 55 - 62[18]
- „Polymer class specificity of the glass temperature”, Polymer 46 (2005) 2230-2237[19]